# Franz Unterberger (Politiker, 1870)
Franz Unterberger (* 27. Juli 1870 in Kirchbach (Kärnten); † 5. Dezember 1954 in Feldkirch) war ein österreichischer Politiker (CS) und Verlagsbuchhändler. Unterberger war von 1914 bis 1920 und von 1934 bis 1938 Feldkircher Bürgermeister, 1918/19 Landtagsabgeordneter und von 1934 bis 1936 Landesrat in der Vorarlberger Landesregierung sowie von 1923 bis 1930 Abgeordneter zum österreichischen Nationalrat (II. und III. Gesetzgebungsperiode).

## Leben und Wirken
Franz Unterberger wurde am 27. Juli 1870 als Sohn des Gutsbesitzers Franz Unterberger und seiner Frau Maria in Kirchbach im Kärntner Gailtal geboren. Die Volksschule besuchte Unterberger in Kirchbach, ehe er ans Gymnasium in Klagenfurt wechselte. Zunächst arbeitete er anschließend als Buchhandlungsgehilfe in Klagenfurt und Aachen, ehe er 1895 die Filiale der Wagnerschen Universitätsbuchhandlung in Feldkirch aufkaufte, wo er im Jahr 1905 die Verlagsbuchhandlung Franz Unterberger etablierte. Am 14. Oktober 1897 heiratete Franz Unterberger in Feldkirch seine Frau Maria, mit der er in weiterer Folge im Jahr 1906 eine Tochter bekam.
Bereits ab dem Jahr 1900 war Unterberger Mitglied der Feldkircher Stadtvertretung. Von 1902 bis 1904 und von 1909 bis 1914 war er sogar als Stadtrat tätig, ehe er im Jahr 1914 erstmals zum Bürgermeister der Stadt Feldkirch gewählt wurde, was er vorerst bis zum Jahr 1920 blieb. Im Jahr 1918 wurde Unterberger für die Christlichsoziale Partei Mitglied der Provisorischen Vorarlberger Landesversammlung. Nach der Wahl des ersten ordentlichen Landtags schied er allerdings bereits am 16. Juni 1919 aus diesem wieder aus. Während desselben Zeitraums war Unterberger automatisch auch Landesrat. Am 20. November 1923 wurde Franz Unterberger für die Christlichsoziale Partei zum Nationalratsabgeordneten gewählt und nach Wien entsandt, wo er sein Amt bis zum 5. April 1930 als Nachfolger von Michael Jutz ausübte. Wieder zurück in Vorarlberg wurde Unterberger schließlich 1934 mit dem Aufkommen des Ständestaats wieder als Landesrat für Handel, Gewerbe und Industrie Mitglied der Vorarlberger Landesregierung, was er bis zum 31. Jänner 1936 blieb.
Auch in der Vorarlberger Handels- und Gewerbekammer machte Unterberger Karriere. Von 1914 bis 1921 war er zunächst Kammerrat, ab 1921 Vorsitzender der Handelssektion, 1921–1931 Vizepräsident der Kammer und 1931 bis 1936 schließlich Präsident der Handels- und Gewerbekammer. Nach dem Krieg wurde Franz Unterberger noch Ausschussmitglied des Buchhandelsgremiums. Seit 1919 war er Ehrenbürger der Stadt Feldkirch und ab dem Jahr 1921 trug er ehrenhalber den Berufstitel Kommerzialrat.